# Février en droit
| ← Février → |    |    |    |    |    |    |
| 1er         | 2  | 3  | 4  | 5  | 6  | 7  |
| 8           | 9  | 10 | 11 | 12 | 13 | 14 |
| 15          | 16 | 17 | 18 | 19 | 20 | 21 |
| 22          | 23 | 24 | 25 | 26 | 27 | 28 |
| 29          |    |    |    |    |    |    |

## 7 février
- 1851 : la loi du 7 février 1851 introduit du double droit du sol dans le droit français

## 12 février
- 1810 : promulgation du Code pénal impérial français par Napoléon Bonaparte. Il restera en vigueur jusqu'au 1er mars 1994.

## 17 février
- 1800 : promulgation de la « loi concernant la division du territoire de la République et l'administration », aussi connue sous le nom de loi du 28 pluviôse an VIII. En plus de traiter la division administrative du territoire, elle crée les préfets et met en place une véritable justice administrative (création du conseil de préfecture).
- 2006 : en République démocratique du Congo, le président Joseph Kabila promulgue la constitution de la IIIe République.

## 19 février
- 1803, République helvétique : l'Acte de médiation pris par Napoléon Bonaparte met fin à la République helvétique[1] ,[2]. Il permet la création de la Suisse actuelle.

## 21 février
- 2002 : décès de Georges Vedel, professeur de droit public français (né le 5 juillet 1910).

## 24 février
- 1875 : première des trois lois constitutionnelles de 1875, sur l'organisation du Sénat.

## 25 février
- 1875 : deuxième des trois lois constitutionnelles de 1875, sur l'organisation des pouvoirs publics.